# Rick Mora
Rick Mora (* 22. Januar 1975 in Los Angeles, Kalifornien) ist ein US-amerikanischer Schauspieler und Model Apache- und Yaqui-ethnischer Abstammung.

## Leben und Karriere
Rick Mora wurde 1975 in einem Maisfeld in Los Angeles geboren, wuchs aber auf einer 100 Hektar großen Farm in Crescent City (Kalifornien) auf. Im Alter von sieben Jahren kehrte er nach Los Angeles zurück. Mora, der einen Bachelor-Abschluss der California State University in Northridge in Kommunikationswissenschaften hat, begann früh mit dem Schauspielern und Modeln, als der Male Super Model Agent Omar Alberto ihn entdeckte. Mora gelang es, mit Fotografen wie Carlos Reynosa, Cliff Watts und Matthew Rolston zu arbeiten, was ihm den Eintritt in den amerikanischen und europäischen Markt des kommerziellen Modells ermöglichte. Rick Mora arbeitete danach vorwiegend in der Werbebranche unter anderem für Toyota, Wilson Leather, KIA, Wells Fargo Bank, Koff Beer und Bell Meat, sowie für kleinere Spots in TV, Film und Audio.
Nach einigen kleineren Rollen in unabhängigen Filmen Ende der 2000er Jahre spielte er 2010 unter der Regie von Rene Perez neben David A. Lockhart und Camille Montgomery in dem Independentfilm Django vs Zombies. Es folgten weitere Auftritte in Produktionen wie Big Money Rustlas, Yellow Rock oder Savaged.

## Filmografie (Auswahl)

### Filme
- 2008: Turok: Son of Stone
- 2008: Twilight – Biss zum Morgengrauen (Twilight)
- 2009: I Need You Now
- 2010: Django vs Zombies (The Dead and the Damned)
- 2010: Big Money Rustlas
- 2011: Yellow Rock
- 2013: Savaged (Avenged)
- 2015: Little Boy
- 2016: Lockhart: Unleashing the Talisman
- 2017: The Lady Killers
- 2020: A Soldier’s Revenge
- 2022: The Harbinger